# テッド・ショーン
テッド・ショーン（英: Ted Shawn、1891年10月21日 - 1972年1月9日、出生時の姓名はエドウィン・マイヤーズ・ショーン、英: Edwin Myers Shawn）は、アメリカ合衆国のモダンダンス最初期の著名な男性舞踊家。元妻のルース・セント・デニスとともにデニショーンを創設した他、男性のみによる名高い舞踊団「テッド・ショーン・アンド・ヒズ・メン・ダンサーズ」を設立した。男性的な動きに関する革新的なアイディアで、ショーンは当時最も影響力のある振付家およびダンサーの1人であった。マサチューセッツ州でのジェイコブズ・ピロー ・ダンス・フェスティヴァルの創設者でもあるとともに、デンマーク王立バレエへの尽力によりデンマーク国王からナイトの称号を授けられている。

## テッド・ショーンとデニショーンの創設

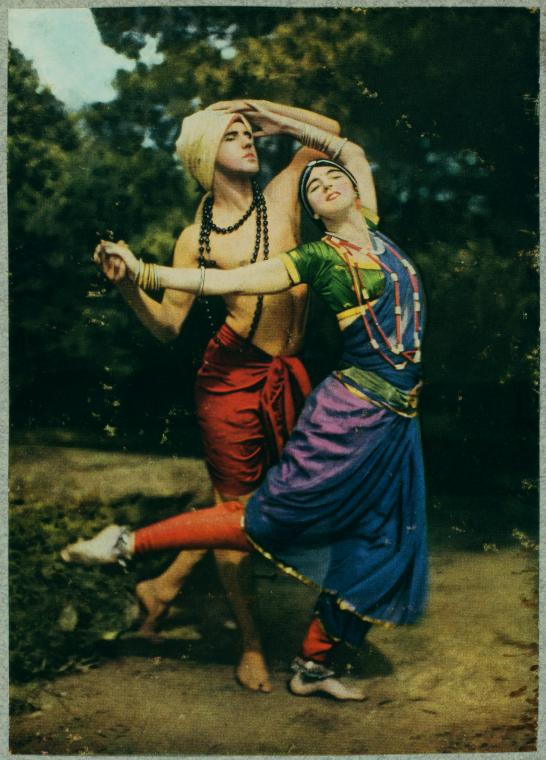
1916年、ダンサーで妻のルース・セント・デニスとテッド・ショーン。

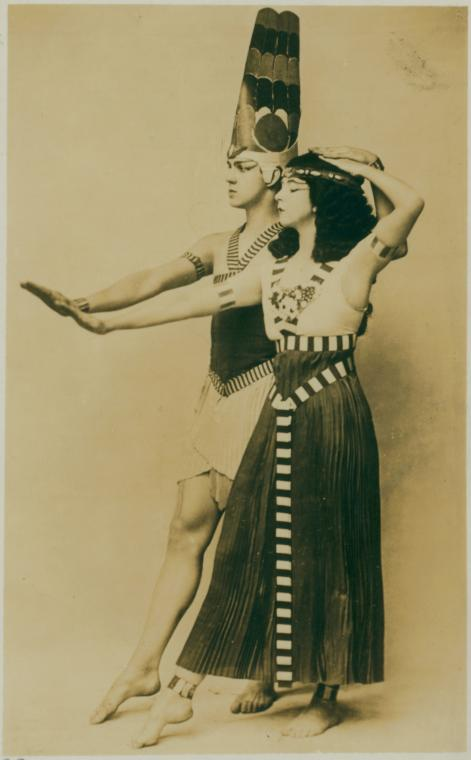
テッド・ショーンとルース・セント・デニスによるエジプト・バレエ

テッド・ショーンは、1891年10月21日、ミズーリ州カンザスシティに生まれた。はじめは聖職者を志し、デンバー大学に通った。ところが在学中、19歳でジフテリアにかかり、腰から下の一時的な麻痺を経験するが、その療養中、かつてメトロポリタン・オペラのダンサーだったヘイゼル・ウォラックの指導で初めてダンスにふれる。1910年のことであった。1912年、ショーンはロサンゼルスに転居し、そこで社交ダンスのグループに加入した。 
ショーンが自身のアーティストとしての真の可能性を悟るのは、1914年にニューヨークへ移り、ルース・セント・デニスに出会った時のことである。2人はそれから2ヶ月も経たずして、1914年8月13日に結婚した。セント・デニスは、パートナーであるだけでなく、ショーンにとって非常に貴重な創造の受け皿ともなった。どちらのアーティストも、ダンスが一つの芸術の形式として日常生活に組み込まれる可能性を強く信じていた。彼ら相互の芸術的ヴィジョンと、ショーンのビジネスの知識を組み合わせることで、二人は1915年にカリフォルニア州ロサンゼルスに最初のデニショーン学校を開設した。その趣旨は、ダンスを、身体・心・精神と溶け合わせることにあった。 
デニショーンとして活動が続いた17年間の、ショーンの主要な振付作品には、Invocation to the Thunderbird（1917年）、チャールズ・ワイドマンのソロ Danse Americaine（1923年）、マーサ・グレアムによる Julnar of the Sea、Xochitl（1920年）、Les Mysteres Dionysiaques などがある。ワイドマンやグレアムは以後活躍するが、他にドリス・ハンフリーもデニショーン学校の生徒であった。

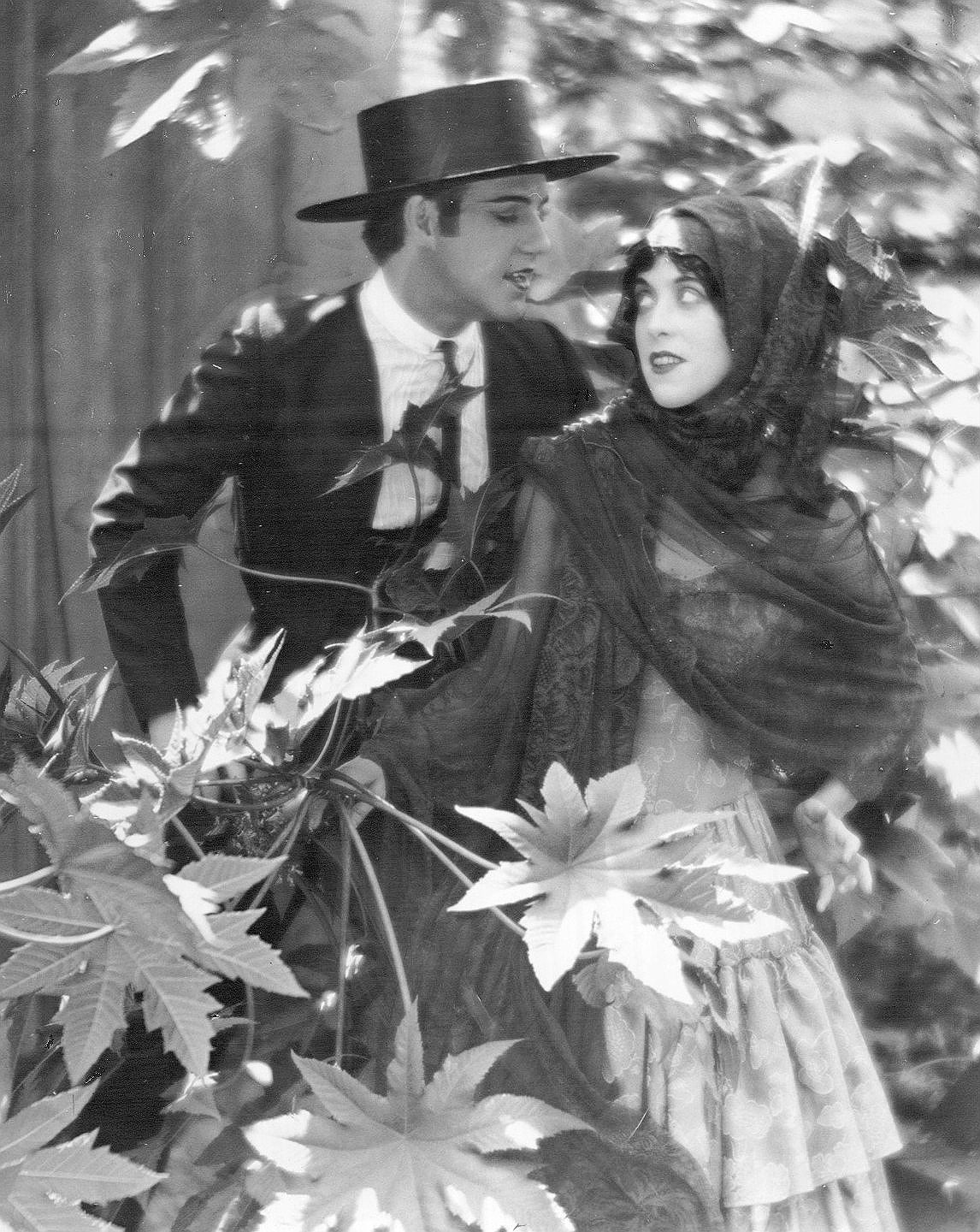
テッド・ショーンとマーサ・グラハム1921年

## スタイルとテクニック
ショーンとセント・デニスは共同して、バレエ（靴なしで行われる）を含むダンス・テクニックと、厳密さよりも上半身の解放に重点を置く動きなどからなる折衷的な体系を確立した。セント・デニスが主に東洋から影響を受けていたのに加え、ショーンは北アフリカ、スペイン、アメリカ、アメリカ先住民などの精神を持ち込んだ。 

## テッド・ショーン・アンド・ヒズ・メン・ダンサーズ
セント・デニスとショーンの夫婦関係の悪化と財政難により、デニショーンは1930年代初頭に解散した。やがてショーンは男性のみによる舞踊団の設立に向かう。メンバーは、マサチューセッツ州のスプリングフィールド・カレッジで教えた運動選手たちであった。ショーンは、アメリカにおいて男性ダンサーの認知を勝ち取ること、そして男性の視点からの芸術の形式に対する意識を高めることを意図した。 
この男性のみの舞踊団は、ショーンが故郷のマサチューセッツ州リーの近くに購入した農場を拠点とした。1933年7月14日、「テッド・ショーンとその男性ダンサーたち（Ted Shawn and His Men Dancers）」はショーンの農場で旗揚げ公演を行った。この場所が後に、ジェイコブズ・ピロー・ダンス・フェスティヴァル（Jacob's Pillow Dance Festival）として知られるようになる。ショーンは、Ponca Indian Dance（ポンカ・インディアンのダンス）、Sinhalse Devil Dance（シンハラ族の鬼の舞踊）、Maori War Haka（マオリ族の戦闘舞踊ハカ）、Hopi Indian Eagle Dance（ホピ・インディアンの鷲のダンス）、Dyak Spear Dances（ダヤク族の槍のダンス）、Kinetic Molpai（動きによるモルパイ）といった、革新的で論議を呼ぶ振付作品を舞踊団とともに制作した。これらの創作でショーンは運動性の高い男性的な身体表現を示し、すぐに人気を集めた。舞踊団はアメリカとカナダで公演を行い、750以上の都市をまわった。ロンドンとハバナでも成功を収めている。テッド・ショーン・アンド・ヒズ・メン・ダンサーズは、1940年8月31日、本拠地のジェイコブズ・ピローでの公演でその活動を締め括った。 
舞踊団の活動期間中、ダンス作品を通して男たちの間に作り出された関係への彼の愛は、すぐに彼自身とメンバーの一人であるバートン・ママウ（1912–2001）の間の愛に変わり、1931年から1948年まで続いた。舞踊団の主力ダンサーの1人としてママウはダンス界で知られるようになり、「アメリカのニジンスキー」と呼ばれた。ショーンと過ごしている間にママウはカンパニーの舞台監督ジョン・クリスチャンと関係を持つようになり、ママウはショーンをクリスチャンに紹介する。その後、ショーンはクリスチャンとの関係を深め、これは1949年から1972年に亡くなるまで続いた。

## ジェイコブズ・ピロー
舞踊団の設立と同時に生まれたジェイコブズ・ピロー　は、舞踊学校であり、保養所であり、劇場であった。施設では茶会も催し、やがてジェイコブズ・ピロー・ダンス・フェスティヴァルへと発展した。  またショーンはこの時期にスクール・オヴ・ダンス・フォー・メン（男性向け舞踊学校）を創設し、全国の大学で男性によるダンスの発達に貢献した。 
ショーンは、80歳で亡くなる数か月前までジェイコブズ・ピローでクラスを教えていた。最後の舞台出演は、ジェイコブズ・ピローのテッド・ショーン・シアターで上演されたSiddhas of the Upper Airであり、この時にセント・デニスと再会して二人の50周年を祝った。 
ショーンは1965年に全米舞踊協会のHeritage Award（遺産賞）を受賞している。また1987年には、プロのダンスを扱うアメリカで唯一の博物館、国立ダンス博物館（サラトガ・スプリングス）のコーネリアス・ヴァンダービルト・ホイットニー夫妻記念殿堂に登録された。

## 著作
テッド・ショーンには、モダンダンスの基礎となる9冊の著書がある。 
- 1920年– Ruth St. Denis: Pioneer and Prophet
- 1926年 – The American Ballet
- 1929年 – Gods Who Dance
- 1935年 – Fundamentals of a Dance Education
- 1940年 – Dance We Must
- 1944年 – How Beautiful Upon the Mountain
- 1954年 – Every Little Movement: a Book About Francois Delsarte
- 1959年 – Thirty-three Years of American Dance
- 1960年 – One Thousand and One Night Stands (自伝、グレイ・プールとの共著)

## 遺産
1940年代、ショーンは自身の作品をニューヨーク近代美術館に寄贈した。その後、ショーンの存命中に美術館はこれらの作品を手放し、ニューヨーク公立舞台芸術図書館とジェイコブズ・ピロー・アーカイヴに寄贈した。ダンサーのアダム・ワイナートはこれを、存命中のアーティストの作品を手放さないというニューヨーク近代美術館のポリシーに反するとして、ショーン作品のデジタル拡張現実上演作品The Reaccession of Ted Shawnを制作し、ニューヨーク近代美術館で展示した。

### メディア
アーカイブ映像
- Ted Shawn's Men Dancers performing in Finale from The New World in 1936 at Jacob's Pillow Dance Festival
- Ted Shawn performing Nobody Knows the Trouble I've Seen from Four Dances Based on American Folk Music in 1938 at Jacob's Pillow
- Ted Shawn's Men Dancers performing Kinetic Molpai in 1937 at Jacob's Pillow
- Jacob's Pillow Men Dancers rehearsing Kinetic Molpai with Barton Mumaw in 1992 at Jacob's Pillow
- Ted Shawn's Men Dancers performing in Sixth Prelude from The Well Tempered Clavichord in 1933 at Jacob's Pillow Dance Festival
- Barton Mumaw performing Ted Shawn's O Brother Sun and Sister Moon (A Study of St. Francis) in 1981 at Jacob's Pillow Dance Festival

写真
- Photograph of Ted Shawn by James Walter Collinge（ギャラリーの10番目の写真）